# Titan Missile Museum
Das Titan Missile Museum (englisch, deutsch: Titan Rakete-Museum), auch bekannt als Air Force Facility Missile Site 8 oder Titan II ICBM Site 571-7, ist ein ehemaliger Raketenkomplex, der ungefähr 40 km südlich von Tucson in den Vereinigten Staaten liegt. Er wurde 1963 gebaut und 1984 stillgelegt. Heute ist er ein Museum der gemeinnützigen Arizona Aerospace Foundation und umfasst eine Attrappe einer Titan-II-Rakete in einem Raketensilo sowie die ursprünglichen Startanlagen.
1994 wurde die Anlage zum National Historic Landmark erklärt. Es ist der einzige Titan II Komplex, der die Zeit des Kalten Krieges überdauert hat.

## Unterirdischen Anlagen
Die unterirdischen Anlagen bestehen aus einem dreistöckigen Startkontrollzentrum, dem achtstöckigen Silo, in dem die Rakete und die dazugehörige Ausrüstung untergebracht sind, sowie den Verbindungsstrukturen aus Kabelschächten (Zugangstunnel), Sprengschleusen und dem Zugangsportal mit Lastensaufzug. Der Komplex wurde aus Stahlbeton gebaut, mit Wänden, die in einigen Bereichen bis zu 2,4 m dick sind, und einer Reihe von 3 Tonnen schweren Sprengtüren, die die verschiedenen Bereiche von der Oberfläche und voneinander abriegeln.
Die oberste Ebene des Silos ermöglicht den Blick auf die Silodeckel. Ebene 3 beherbergt einen großen Dieselgenerator. Ebene 7 ermöglicht den Zugang zum untersten Teil des Abschusskanals. Besucher der Tour „Beyond the Blast Doors“ dürfen direkt unter der Rakete stehen. Auf Ebene 8, 43 m unter der Erde, befinden sich die Treibladungspumpen.

## Titan II Rakete
Die 31 m lange Titan II Rakete im Silo hat weder einen Sprengkopf noch ist sie mit Treibstoff befüllt, so dass sie den Besuchern gefahrlos gezeigt werden kann. Gemäß einem Abkommen zwischen den USA und der UdSSR sind die Türen des Silos dauerhaft blockiert und können nicht weiter als bis zur Hälfte geöffnet werden. Die auf der Rakete montierte Wiedereintrittsattrappe ist mit einem markanten Loch versehen, um zu zeigen, dass sie inaktiv ist. Alle Hilfseinrichtungen des Standorts sind intakt und mit ihrer gesamten Originalausrüstung ausgestattet.
Das Raketensilo wurde 1963 in Betrieb genommen und 1984 im Rahmen der (1981 angekündigten) Politik von Präsident Ronald Reagan, die Titan-II-Raketen aufgrund eines Modernisierungsprogramms für Waffensysteme außer Dienst zu stellen, deaktiviert. Alle in Betrieb befindlichen Titan-II-Silos im ganzen Land wurden abgerissen, darunter 18 Standorte in der Nähe der McConnell Air Force Base in Wichita, Kansas, 17 Standorte in der Nähe der Little Rock AFB, Arkansas (ein weiterer Standort wurde durch einen Unfall bzw. eine nichtnukleare Explosion irreparabel beschädigt) und 17 weitere Standorte bei der Davis-Monthan AFB und Tucson, mit Ausnahme dieses Silos. Es ist jetzt ein National Historic Landmark.

## Sprengkraft und Gefechtskopf

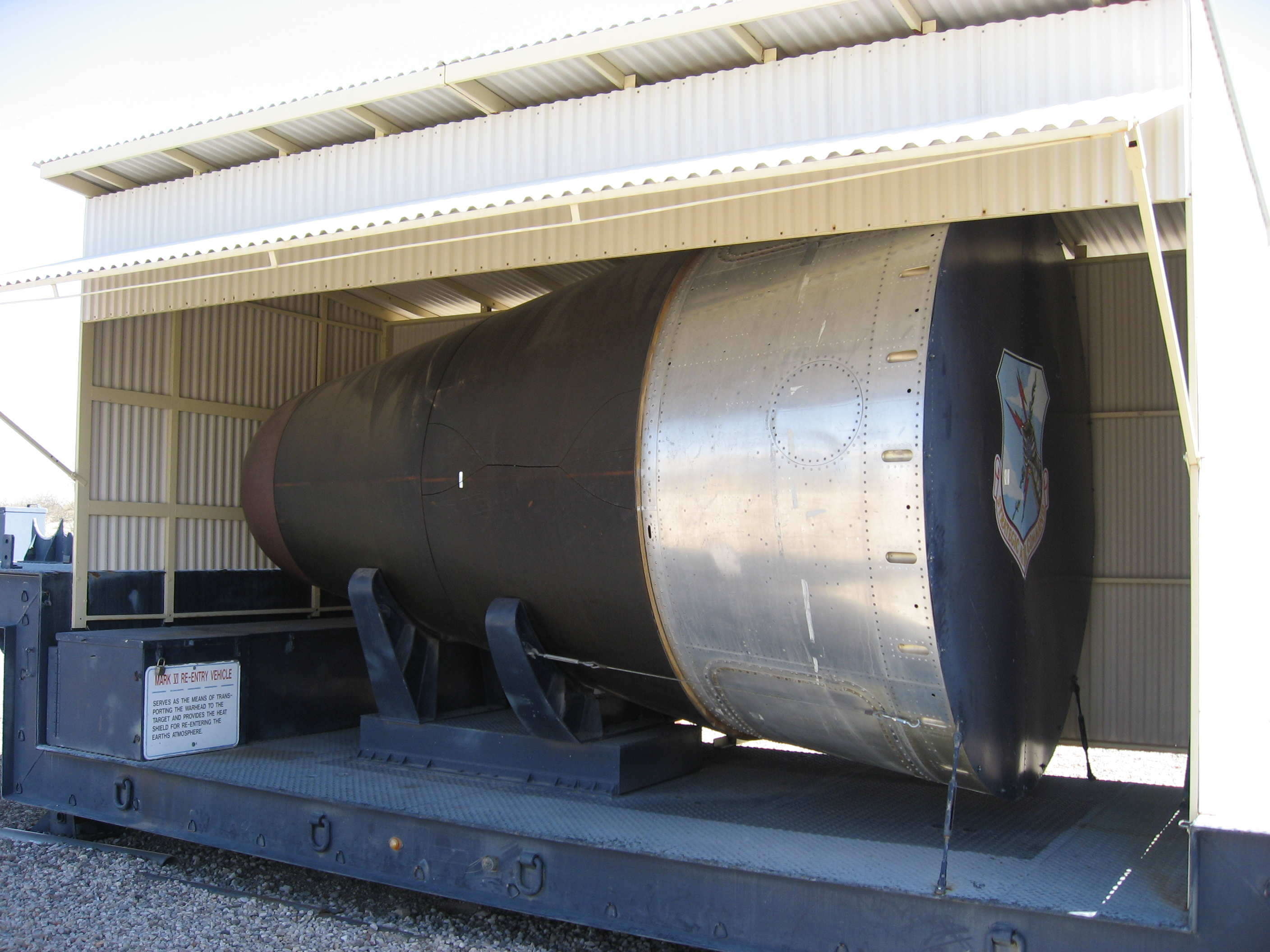
Titan Missile II Wiedereintrittskörper (in dem sich der 9-Megatonnen-Sprengkopf befand)

Die Titan II war die größte landgestützte Atomrakete, die jemals von den Vereinigten Staaten in Dienst gestellt wurde. Die Rakete hatte einen W53-Sprengkopf mit einer Sprengkraft von 9 Megatonnen (9.000 Kilotonnen).
Beim Start hätten die Befehle der nationalen Kommandobehörde eines von drei vorprogrammierten Zielen vorgegeben, die der Besatzung aus Sicherheitsgründen unbekannt waren. Die Raketenbasis, die heute das Titan Missile Museum ist (Komplex 571-7 des 390th Strategic Missile Wing), war zum Zeitpunkt der Schließung auf den Abschuss von „Target Two“ programmiert.  Der Computer der Rakete konnte bis zu drei Ziele speichern, und das ausgewählte Ziel wurde vom Hauptquartier des Strategic Air Command bestimmt. Um das ausgewählte Ziel zu ändern, drückte der Kommandant den entsprechenden Knopf auf der Startkonsole.  „Target Two“, das bis heute als geheim eingestuft ist, von dem aber angenommen wurde, dass es sich innerhalb der Grenzen der ehemaligen Sowjetunion befand, wurde als „Ground Burst“ bezeichnet, was darauf hindeutet, dass es sich bei dem Ziel um eine Einrichtung wie eine sowjetische Raketenbasis handelte. Die Ziele konnten für Luft- oder Bodenexplosionen ausgewählt werden, aber die Auswahl wurde vom Strategic Air Command bestimmt.

## Touristenattraktion
Das Titan Missile Museum befindet sich in Sahuarita an der Interstate 19. 

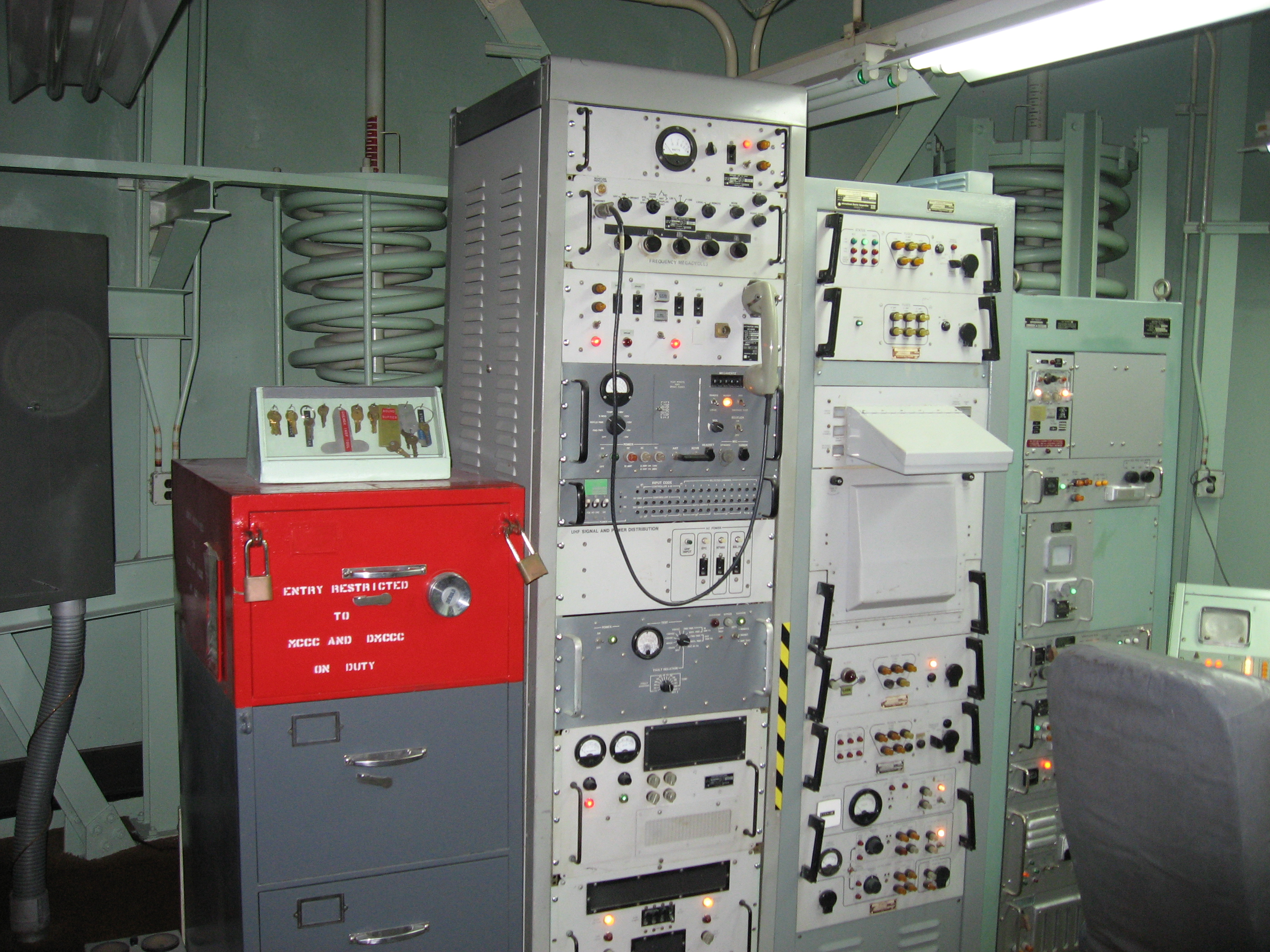
Der Schrank, in dem die Startschlüssel eingeschlossen waren

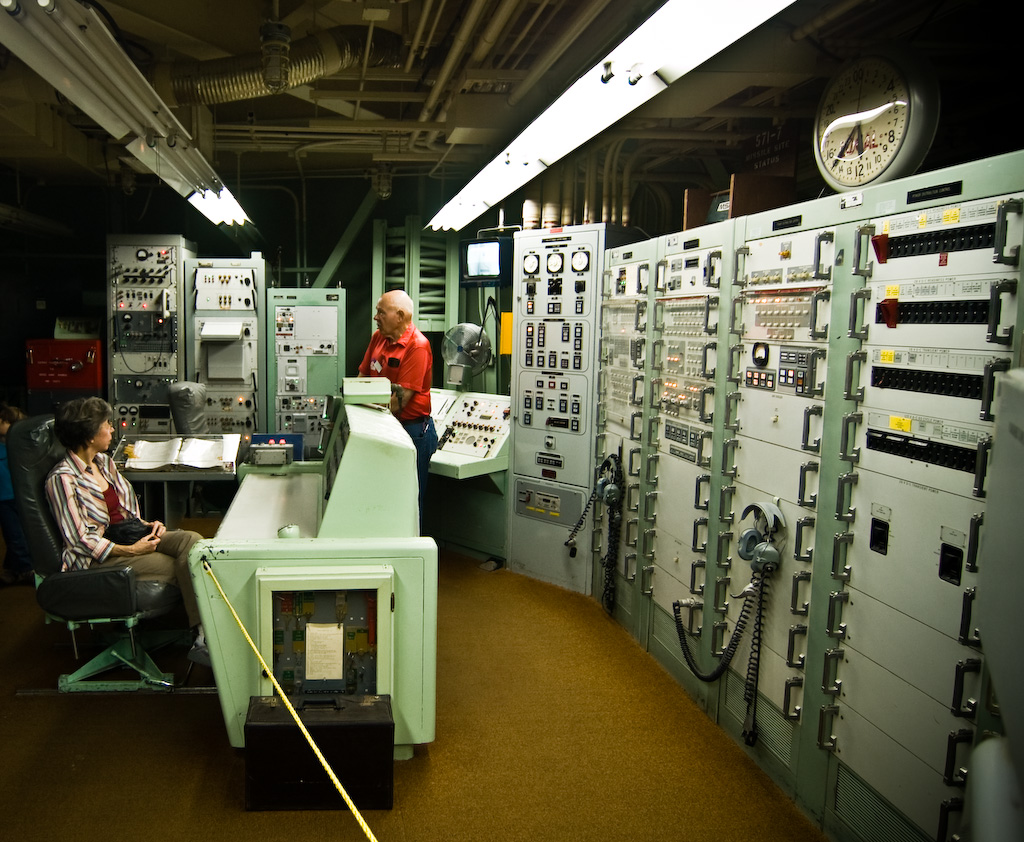
Gesamtansicht des Kontrollraums

Ein Besucherzentrum beinhaltet einen Souvenirladen, ein kleines Museum und bietet Führungen durch die Anlage. Das Museum stellt die Titan II im Kontext des Kalten Krieges. Es werden kostenpflichtige Führungen angeboten, bei denen man sich über die Geschichte der Titan II-Anlage und des Programms informieren und viele Merkmale des Komplexes näher betrachten kann. Zu den Ausstellungsstücken gehören Treibstofflagerbehälter und die dazugehörigen Fahrzeuge, restaurierte Triebwerke einer Titan-II-Rakete und ein Wiedereintrittskörper.
Bei Führungen können unter anderem der Kontrollraum, die Kabelschächte (Tunnel), das Raketensilo und der Antennenturm besichtigt werden. Weitere Informationen und Reservierungen können über die Website des Museums vorgenommen werden. Mehrmals im Monat wird eine umfangreichere Führung „Von oben nach unten“ angeboten. Diese Führung dauert bis zu 5 Stunden und bietet Platz für maximal sechs Personen. Eine vorherige Reservierung ist erforderlich. Die Besichtigung „Von oben nach unten“ ist nicht barrierefrei.

## Trivia
Mehrere Szenen des Films Star Trek: Der erste Kontakt von 1996 wurden an diesem Ort gedreht. Die Rakete selbst wurde im Film als Trägerrakete für das Phoenix-Raumschiff, den ersten Warp-Prototyp, dargestellt.

## Bilder

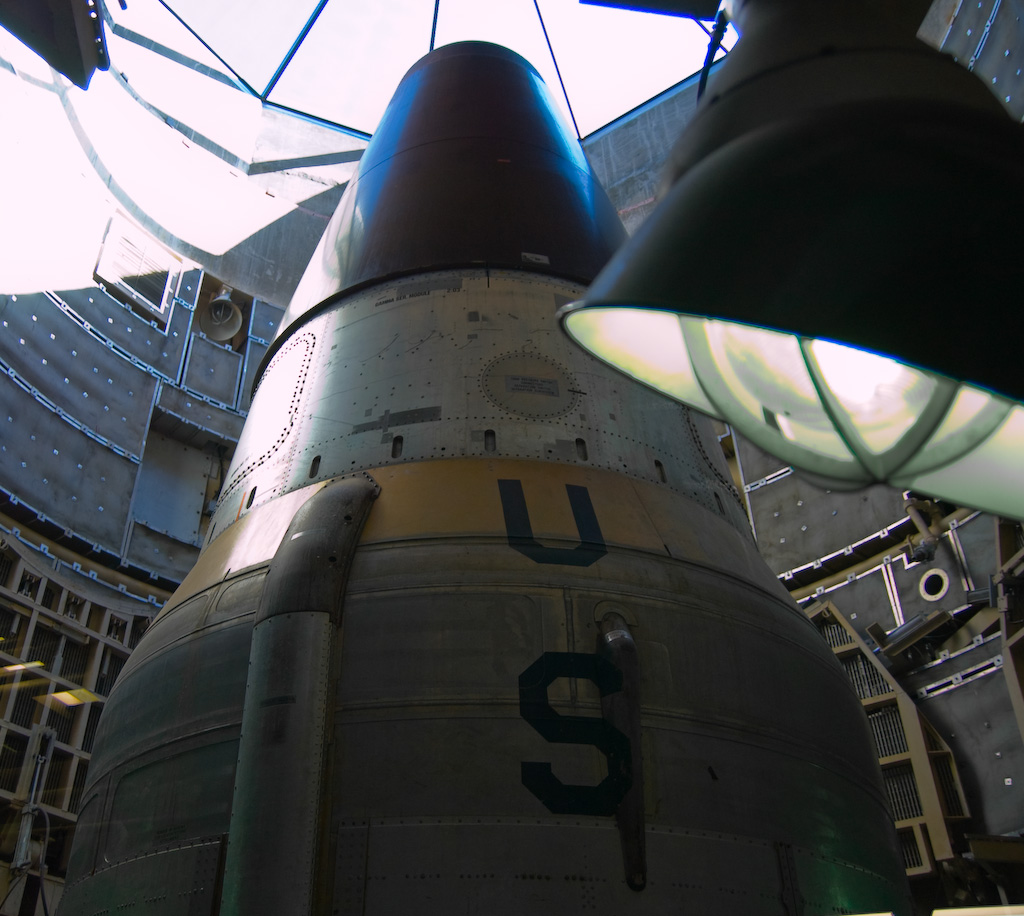
Gefechtskopf am oberen Teil der Rakete
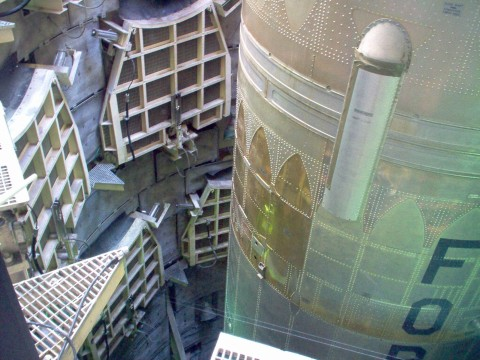
Seite der Rakete im Raketensilo
Technik im Startkontrollzentrum
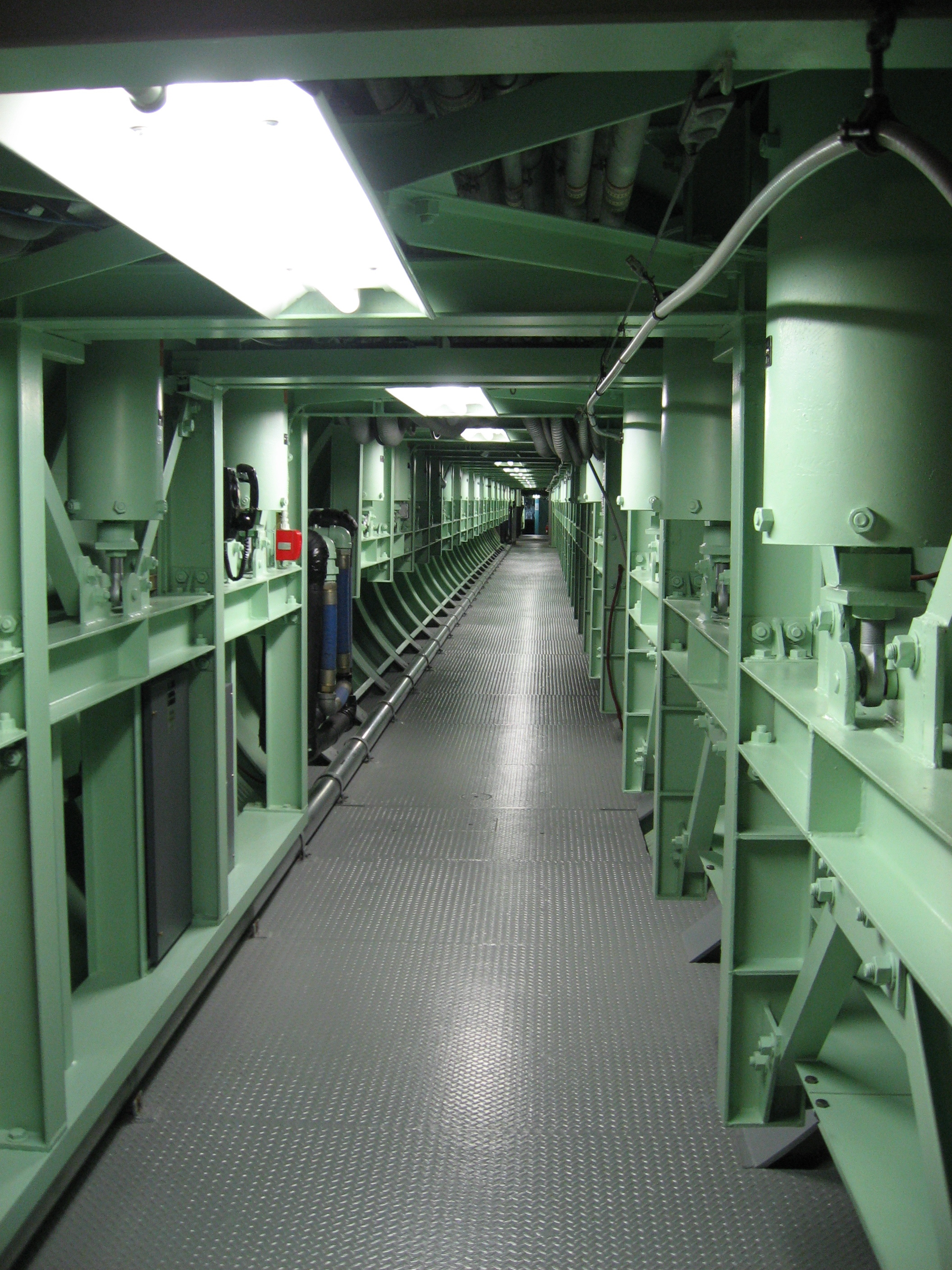
Langer Kabelschacht
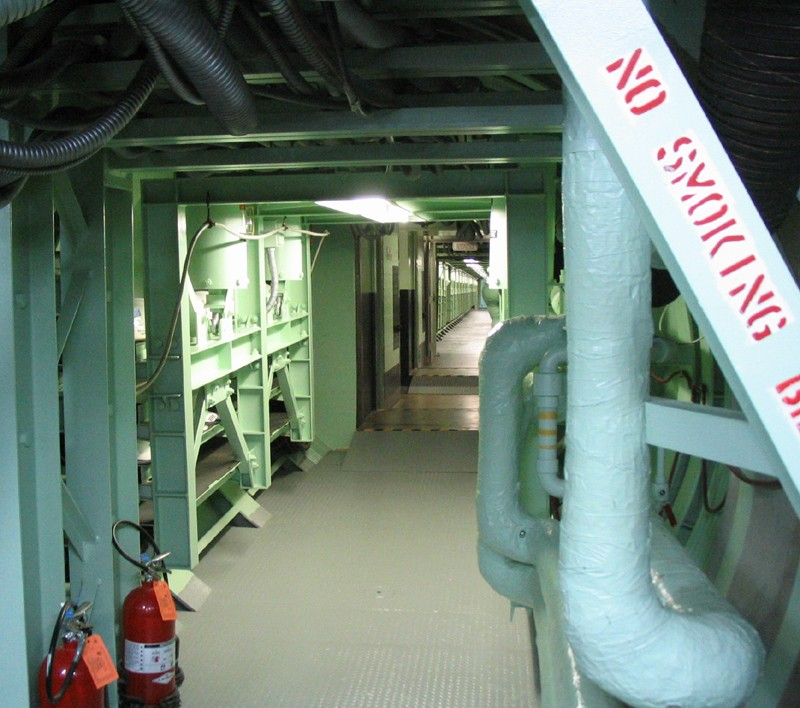
Kurzer Kabelschacht
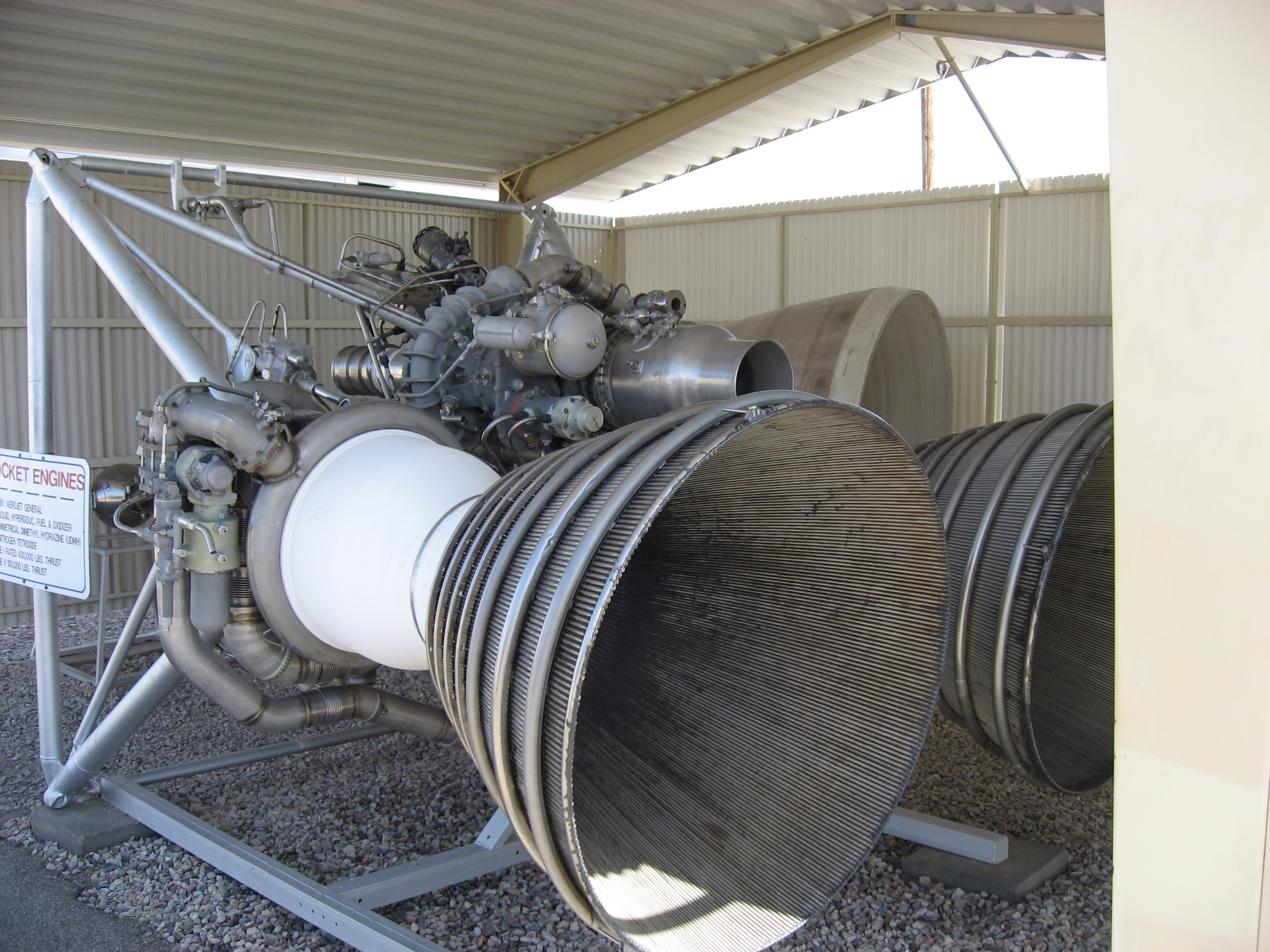
Erste Stufe des Raketenantriebs